# Tropidion hispidum
Tropidion hispidum är en skalbaggsart som beskrevs av Martins 1971. Tropidion hispidum ingår i släktet Tropidion och familjen långhorningar.
Artens utbredningsområde är Venezuela. Inga underarter finns listade i Catalogue of Life.